# Нкангала
Нкангала (зулу Nkangala) — район провинции Мпумаланга (ЮАР). Название района происходит от слова, обозначающего горный велд в языке зулу. Административный центр — Мидделбург. По данным переписи 2001 года большинство населения района говорит на языке ндебеле.

## Административное деление
В состав района Нкангала входят шесть местных муниципалитетов:
- Эмалахлени (местный муниципалитет)
- Тхембисиле Хани (местный муниципалитет)
- Доктор-Джей-Эс-Морока
- Стив-Тшвете (местный муниципалитет)
- Делмас (местный муниципалитет)
- Эмакхазени (местный муниципалитет)